# 마이어너 핸슨

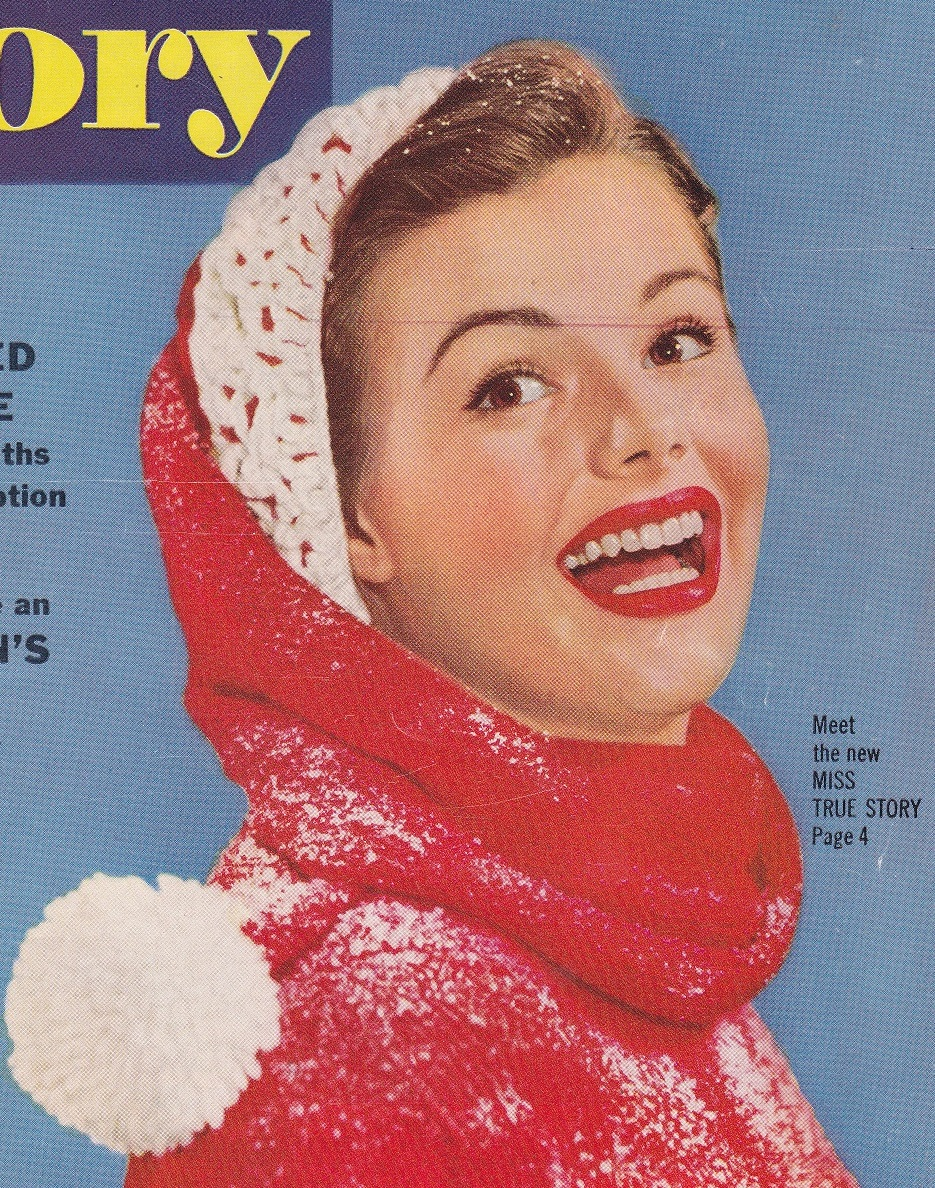

머너 핸슨(Myrna Hansen, 1934년 8월 5일 ~ )은 미국의 배우, 텔레비전 배우, 모델, 영화배우이다.
시카고에서 태어났다.

## 영화
- 흑인 시저 (1973년)
- 파티 걸 (1958년)
- 애정이 꽃피는 나무 (1957년) - 리디아 그레이 역
- 데어스 올웨이즈 터마로우 (1956년) - 루스 역
- 컬트 오브 더 코브라 (1955년)
- 프란시스 인 더 네이비 (1955년)
- 스타가 아닌 사나이 (1955년)
- 거대한 강박관념 (1954년)